# 定海园站
定海园站是一个位于中国北京市通州区台湖镇科创街与经海七路交叉口，属于北京地铁亦庄有轨电车T1线的有轨电车站。

## 结构
| 地面 |                              | █ 亦庄T1线往屈庄（定海园西） |
| 地面 | 岛式站台，左側開门           |                              |
| 地面 | █ 亦庄T1线往屈庄（定海园西） |                              |